# Piódão
Piódão est une freguesia du Portugal, rattachée au concelho d'Arganil et située dans le district de Coimbra et la région Centre.
Le village de Piódão est situé dans les montagnes de la Serra do Açor. Il est connu pour ses maisons traditionnelles aux murs de schiste, aux toits couverts d'ardoise et aux portes et fenêtres peintes de bleu.

## Démographie
| 1864 | 1878 | 1890 | 1900 | 1911 | 1920 | 1930 | 1940  | 1950  |
| ---- | ---- | ---- | ---- | ---- | ---- | ---- | ----- | ----- |
| 584  | 682  | 803  | 797  | 934  | 909  | 756  | 1 070 | 1 125 |

| 1960  | 1970 | 1980 | 1991 | 2001 | - | - | - | - |
| ----- | ---- | ---- | ---- | ---- | - | - | - | - |
| 1 088 | 761  | 514  | 381  | 178  | - | - | - | - |